# Aspilota neoterica
Aspilota neoterica är en stekelart som beskrevs av Sergey A. Belokobylskij 2007. Aspilota neoterica ingår i släktet Aspilota och familjen bracksteklar. Inga underarter finns listade.